# Лажиш-даш-Флориш (район)
Лажиш-даш-Флориш (порт. Lajes das Flores) — район (фрегезия) в Португалии, входит в округ Азорские острова. Расположен на острове Флореш. Является составной частью муниципалитета Лажиш-даш-Флориш. Население составляет 540 человек на 2001 год. Занимает площадь 18,45 км².
Покровителем района считается Дева Мария (порт. Nossa Senhora do Rosário).